# Limite (mathématiques élémentaires)
Cet article concerne le concept de limite en mathématiques, présenté de façon élémentaire. Pour une présentation plus complète mais plus abstraite, voir Limite (mathématiques).
Pour les articles homonymes, voir Limite.
La notion de limite est très intuitive malgré sa formulation abstraite. Pour les mathématiques élémentaires, il convient de distinguer une limite en un point réel fini (pour une fonction numérique) et une limite en {\displaystyle +\infty } ou {\displaystyle -\infty } (pour une fonction numérique ou une suite), ces deux cas apparemment différents pouvant être unifiés à travers la notion topologique de voisinage.
Les limites servent (entre autres) à définir les notions fondamentales de continuité et de dérivabilité.

## Limite d'une fonction en un point p
On s'intéresse ici à une fonction numérique f d'une variable réelle, de domaine de définition Df, et à un réel p « adhérent à Df » — intuitivement il est possible de s'approcher infiniment près du point p, sans obligatoirement l'atteindre, en restant à l'intérieur du domaine de définition de f — et même, pour simplifier, tel que Df contienne un intervalle de la forme ]p, p + h] ou [p – h, p[ pour un certain h > 0.
Ainsi, lorsque Df est un intervalle (ouvert ou fermé) non vide dont les bornes sont a et b, on peut chercher une limite en tout point de l'intervalle fermé [a, b]. On peut aussi, par exemple, chercher la limite de la fonction {\displaystyle x\mapsto 1/x} en tout point de {\displaystyle \mathbb {R} }. En revanche, on ne cherchera pas de limite en 0 pour les fonctions {\displaystyle x\mapsto {\sqrt {x^{2}-1}}} ou {\displaystyle x\mapsto {\sqrt {x^{4}-x^{2}-1}}} car 0 n'est pas adhérent au domaine de définition.

### Limites finies

Pour tout x δ-proche de c, f(x) est ε-proche de L.

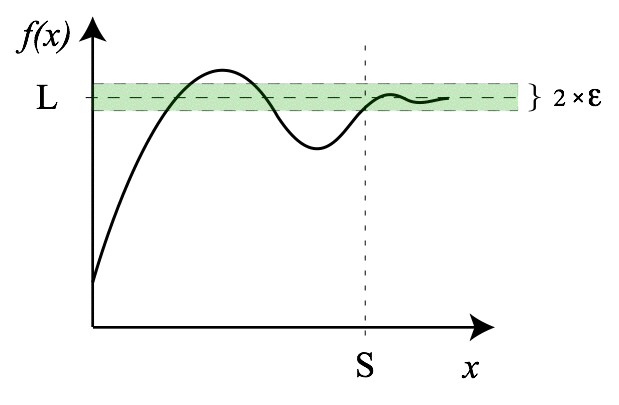
Pour tout x > S, f(x) est ε-proche de L.

Si f est une fonction numérique et p un point de {\displaystyle \mathbb {R} }, on dit que le réel L est la limite de f en p si :
- intuitivement : f(x) se rapproche de L à mesure que x se rapproche de p ;
- plus rigoureusement, pour tout « écart de tolérance » ε > 0, on peut trouver un « écart de confiance » δ > 0 tel que, dès que x (appartenant à Df) est proche de p à δ près, f(x) est proche de L à ε près :{\displaystyle (x\in D_{f}~{\textrm {et}}~p-\delta \leq x\leq p+\delta )~\Rightarrow ~L-\varepsilon \leq f(x)\leq L+\varepsilon }.

Autrement dit, on peut rendre f(x) aussi proche de L que souhaité, en restreignant les valeurs de x à un intervalle suffisamment petit autour de p.
Dans ce cas, on écrit {\displaystyle \lim _{x\to p}f(x)=L}.
Lorsque p appartient au domaine de définition Df, la fonction f admet une limite L en p si et seulement si elle est continue au point p, et L est alors nécessairement égal à f(p).
Ici et dans la suite de l'article, on a fait le choix d'inégalités larges, tant pour l'« écart de confiance » (ici : {\displaystyle |x-p|\leq \delta }) que pour l'« écart de tolérance » (ici : {\displaystyle |f(x)-L|\leq \varepsilon }), mais on obtiendrait des définitions équivalentes en choisissant, pour l'un ou l'autre, une inégalité stricte.

### Limites infinies
Il se peut aussi qu'au point {\displaystyle p\,\!} la fonction {\displaystyle f\,\!} n'ait pas de limite finie mais une limite infinie : à mesure que l'on se rapproche de {\displaystyle p\,\!} la valeur de {\displaystyle f\,\!} devient de plus en plus « proche » de {\displaystyle +\infty \,\!} (respectivement {\displaystyle -\infty \,\!}), c'est-à-dire de plus en plus grande (resp. plus grande en valeur absolue mais avec un signe négatif). La formulation mathématique est alors la suivante : pour tout « seuil de tolérance » {\displaystyle M\,\!} on peut trouver un « écart de confiance » {\displaystyle \delta >0\,\!} tel que, dès que {\displaystyle x\,\!} (appartenant à {\displaystyle D_{f}\,\!}) est proche de {\displaystyle p\,\!} à {\displaystyle \delta \,\!} près, alors {\displaystyle f(x)\,\!} est plus grande (resp. plus petite) que {\displaystyle M\,\!} :
{\displaystyle (x\in D_{f}~{\textrm {et}}~p-\delta \leq x\leq p+\delta )~\Rightarrow ~f(x)\geq M}
(resp. {\displaystyle (x\in D_{f}~{\textrm {et}}~p-\delta \leq x\leq p+\delta )~\Rightarrow ~f(x)\leq M})
Autrement dit, on peut rendre {\displaystyle f(x)\,\!} aussi proche de {\displaystyle \pm \infty \,\!} que souhaité sur un intervalle, si petit soit-il, autour de {\displaystyle p\,\!}.
Dans ce cas, on écrira {\displaystyle \lim _{x\to p}f(x)=+\infty \,\!} (ou {\displaystyle \lim _{x\to p}f(x)=-\infty \,\!}).

### Limites à gauche, à droite
Il arrive que le comportement local de la fonction {\displaystyle f\,\!} soit différent « à gauche » de {\displaystyle p\,\!} (c'est-à-dire pour les {\displaystyle x<p\,\!}) et « à droite » de {\displaystyle p\,\!} (c'est-à-dire pour les {\displaystyle x>p\,\!}). Par exemple, une fonction peut admettre une limite à droite mais pas à gauche, ou alors admettre deux limites différentes de chaque côté.
On est donc amené à introduire les notions de limite à droite et à gauche ; la seule différence avec les limites épointées expliquées ci-dessus est qu'on impose la proximité de {\displaystyle f(x)\,\!} avec {\displaystyle L\,\!} ou {\displaystyle \pm \infty \,\!} seulement d'un seul côté de {\displaystyle p\,\!}. Les définitions et notations correspondantes deviennent donc :
- pour la limite à gauche (par valeur inférieure) :
{\displaystyle \lim _{\underset {x<p}{x\to p}}f(x)=L} (qu'on note aussi : {\displaystyle \lim _{x\to p^{-}}f(x)=L~\!}) lorsque
{\displaystyle (x\in D_{f}~{\textrm {et}}~p-\delta \leq x<p)~\Rightarrow ~L-\varepsilon \leq f(x)\leq L+\varepsilon }
{\displaystyle \lim _{\underset {x<p}{x\to p}}f(x)=+\infty } (qu'on note aussi : {\displaystyle \lim _{x\to p^{-}}f(x)=+\infty ~\!}) lorsque
{\displaystyle (x\in D_{f}~{\textrm {et}}~p-\delta \leq x<p)~\Rightarrow ~f(x)\geq M}
- pour la limite à droite (par valeur supérieure) :
{\displaystyle \lim _{\underset {x>p}{x\to p}}f(x)=L} (qu'on note aussi : {\displaystyle \lim _{x\to p^{+}}f(x)=L~\!}) lorsque
{\displaystyle (x\in D_{f}~{\textrm {et}}~p<x\leq p+\delta )~\Rightarrow ~L-\varepsilon \leq f(x)\leq L+\varepsilon }
{\displaystyle \lim _{\underset {x>p}{x\to p}}f(x)=+\infty } (qu'on note aussi : {\displaystyle \lim _{x\to p^{+}}f(x)=+\infty ~\!}) lorsque
{\displaystyle (x\in D_{f}~{\textrm {et}}~p<x\leq p+\delta )~\Rightarrow ~f(x)\geq M}

Les notions de limites à droite et à gauche sont moins restrictives que la notion classique de limite « bilatérale » : une fonction peut avoir une limite à gauche et une limite à droite sans avoir de limite ni même de limite épointée. En fait on a les propriétés suivantes :
- pour une fonction non définie en p : une fonction a une limite en {\displaystyle p\,\!} si et seulement si elle a une limite (éventuellement infinie) à gauche {\displaystyle L_{g}\,\!} et une limite à droite {\displaystyle L_{d}\,\!} et qu'elles sont égales : {\displaystyle L_{g}=L_{d}\,\!}
- pour une fonction définie en p : une fonction a une limite en {\displaystyle p\,\!} si et seulement si[1] elle a une limite à gauche {\displaystyle L_{g}\,\!} et une limite à droite {\displaystyle L_{d}\,\!} et qu'elles sont égales toutes deux à f(p) : {\displaystyle L_{g}=L_{d}=f(p)\,\!}

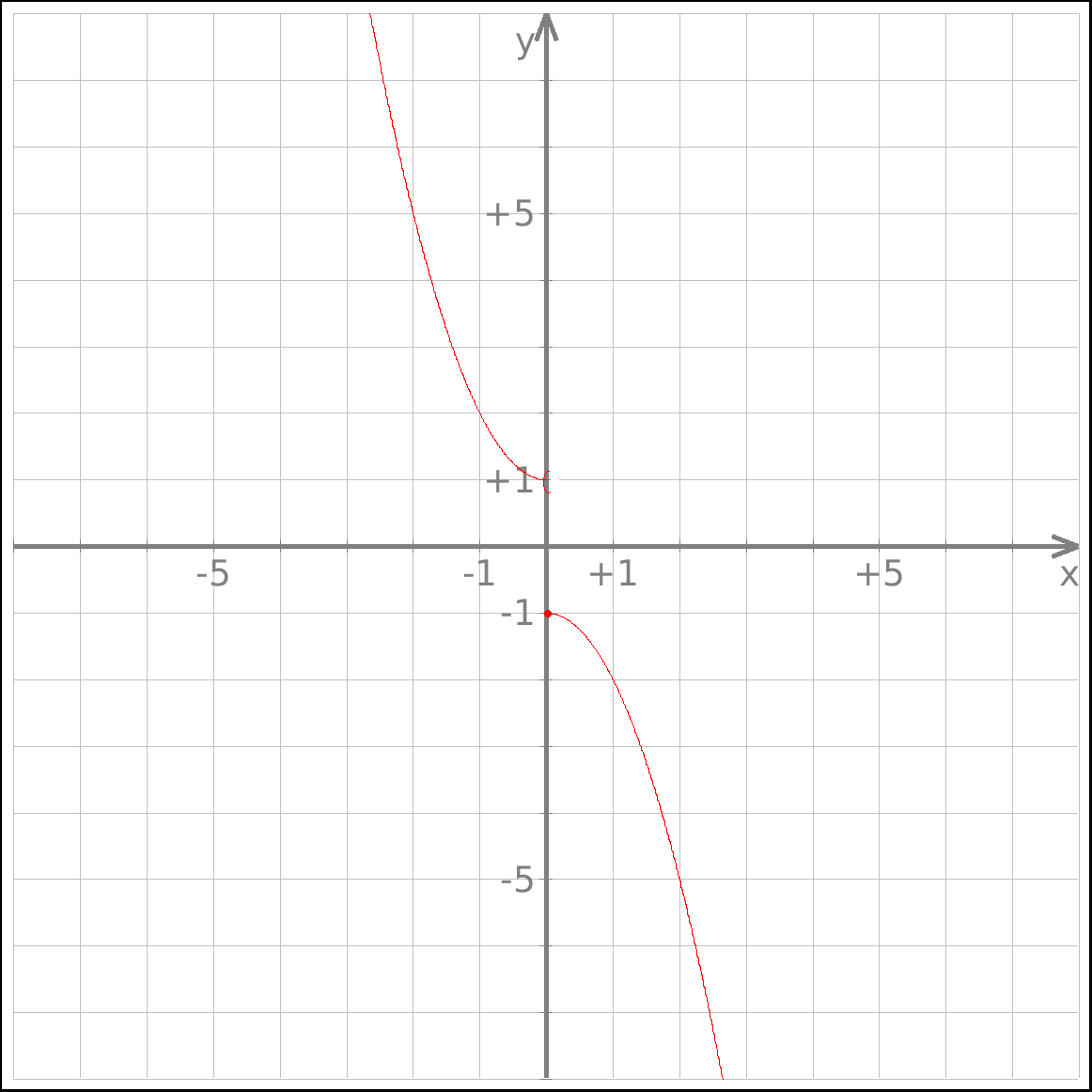

Exemple :
Pour la fonction ci-contre, on a :
{\displaystyle f(0)=-1,\qquad \lim _{x\to 0^{-}}f(x)=1,\qquad \lim _{x\to 0^{+}}f(x)=-1}.

### Absence de limite en un point

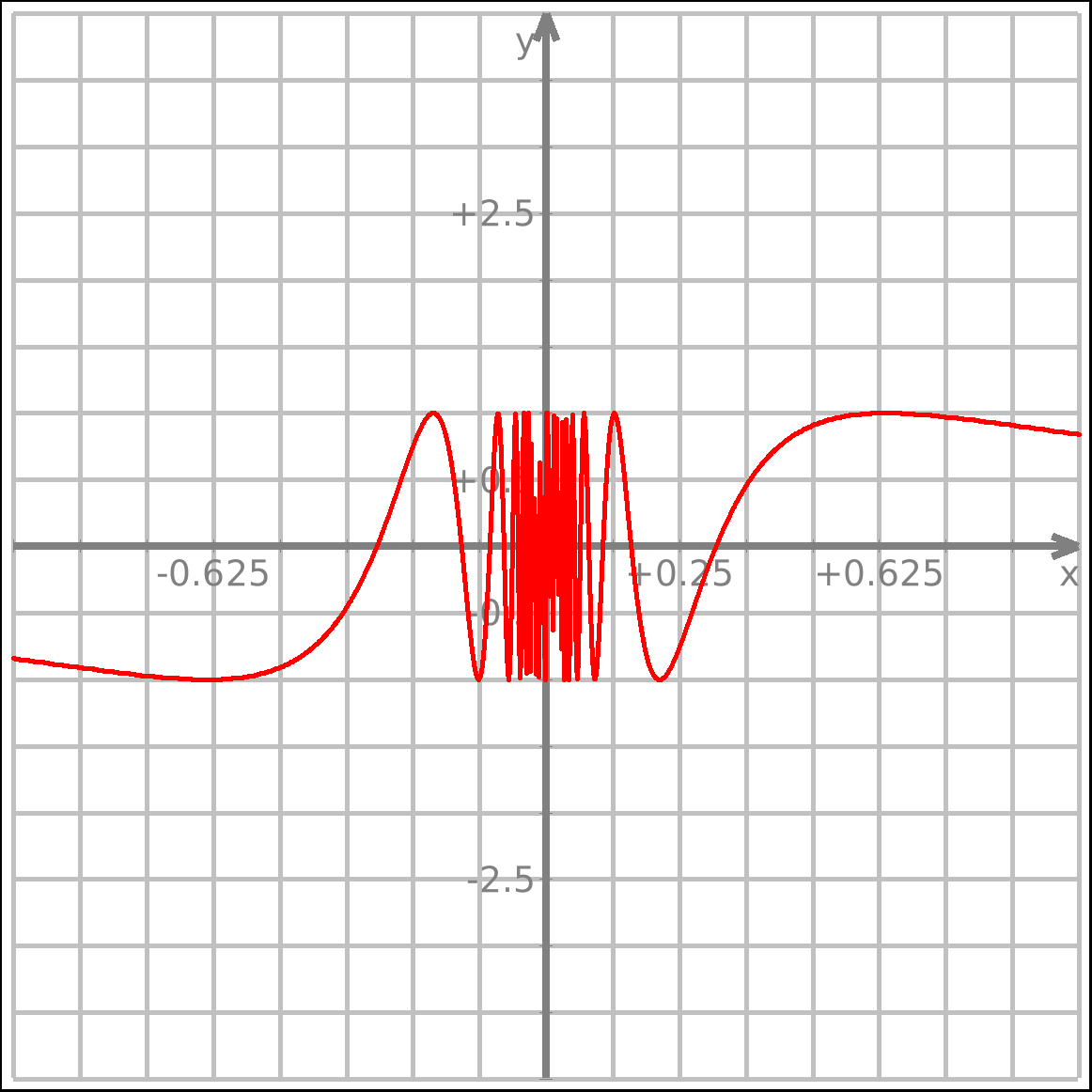

Une fonction peut très bien ne pas avoir de limite du tout en un point.
Par exemple, {\displaystyle x\mapsto \sin(1/x)} n'a pas de limite en 0.

## Limite d'une fonction en +∞ ou en -∞
On s'intéresse ici, non plus au comportement local d'une fonction en un point réel fini mais à son comportement « aux limites », soit quand {\displaystyle x\,\!} croît indéfiniment (limite en {\displaystyle +\infty }) soit quand {\displaystyle x\,\!} décroît indéfiniment (limite en {\displaystyle -\infty }). Cette étude ne concerne donc que des fonctions définies au voisinage de {\displaystyle +\infty } ou {\displaystyle -\infty }, c'est-à-dire des fonctions dont l'ensemble de définition contient un intervalle de la forme [M, {\displaystyle +\infty }[ ou ]{\displaystyle -\infty }, m].
On peut noter que dans ce cadre la notion de limite à droite ou à gauche n'a plus de sens ; en fait les limites en {\displaystyle +\infty } sont toujours des limites à gauche et les limites en {\displaystyle -\infty } sont toujours des limites à droite.

### Limites finies
Dire que la fonction {\displaystyle f\,\!} admet la limite finie {\displaystyle L\,\!} en {\displaystyle +\infty } revient à dire que {\displaystyle f(x)\,\!} se rapproche de {\displaystyle L\,\!} à mesure que {\displaystyle x\,\!} grandit (ou « tend vers plus l'infini »).
Mathématiquement, cela se traduit par le fait que pour tout « écart de tolérance » {\displaystyle \varepsilon >0\,\!} on peut donner un « seuil de confiance » {\displaystyle M>0\,\!} au-delà duquel la fonction restera dans l'intervalle de tolérance, de centre {\displaystyle L\,\!} et de rayon {\displaystyle \varepsilon \,\!} :
{\displaystyle (x\in D_{f}~{\textrm {et}}~x\geq M)~\Rightarrow ~L-\varepsilon \leq f(x)\leq L+\varepsilon }
Autrement dit, on peut rendre {\displaystyle f(x)\,\!} aussi proche de {\displaystyle L\,\!} que souhaité à partir d'un certain seuil, si lointain soit-il.
Dans ce cas on écrira {\displaystyle \lim _{x\to +\infty }f(x)=L\,\!}.
Tout ceci s'adapte facilement dans le cas d'une limite en {\displaystyle -\infty } : on dit que {\displaystyle f(x)\,\!} tend vers {\displaystyle L\,\!} quand {\displaystyle x} tend vers {\displaystyle -\infty } si pour un écart {\displaystyle \varepsilon >0\,\!} on peut trouver un seuil {\displaystyle M<0\,\!} tel que :
{\displaystyle (x\in D_{f}~{\textrm {et}}~x\leq M)~\Rightarrow ~L-\varepsilon \leq f(x)\leq L+\varepsilon }
et on écrira alors {\displaystyle \lim _{x\to -\infty }f(x)=L\,\!}.

### Limites infinies

#### Cas où la limite de f est +∞ quand x tend vers +∞
Idée intuitive : On dit que {\displaystyle f(x)} tend vers {\displaystyle +\infty } quand {\displaystyle x} tend vers {\displaystyle +\infty } lorsque pour {\displaystyle x} suffisamment grand, {\displaystyle f(x)} peut devenir aussi grand que l'on veut.
Formulation mathématique : On dit que {\displaystyle f(x)} tend vers {\displaystyle +\infty } quand {\displaystyle x} tend vers {\displaystyle +\infty } lorsque quel que soit le réel {\displaystyle M}, il existe {\displaystyle x_{0}} tel que quel que soit {\displaystyle x\geq x_{0}}, {\displaystyle f(x)\geq M}.
Notation : Dans ce cas, on note {\displaystyle \lim _{x\to +\infty }f(x)=+\infty }.

#### Autres cas
Les autres cas sont résumés par les trois graphiques suivants :
|                                                    |                                                    |                                                    |
| {\displaystyle \lim _{x\to +\infty }f(x)=-\infty } | {\displaystyle \lim _{x\to -\infty }f(x)=+\infty } | {\displaystyle \lim _{x\to -\infty }f(x)=-\infty } |

### Absence de limite en l'infini

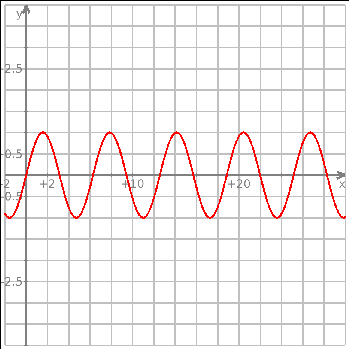

Une fonction peut très bien ne pas avoir de limite en l'infini. La fonction sinus en est un exemple typique.

## Limite d'une suite

### Introduction
Les suites sont le type particulier des fonctions dont le domaine de définition est {\displaystyle \mathbb {N} } ou une partie de {\displaystyle \mathbb {N} }. Il est donc inutile de considérer la limite éventuelle d'une suite en un point {\displaystyle a} négatif, ou non entier, ou encore en {\displaystyle -\infty }. Ce qui nous laisse comme possibilités a priori, les entiers naturels et {\displaystyle +\infty }.
Mais on voit rapidement que l'étude de la limite d'une suite en un entier {\displaystyle n} serait inintéressante ; en effet l'ensemble {\displaystyle \mathbb {N} } est discret c'est-à-dire que ses points « ne sont pas voisins les uns des autres », et donc il est sans intérêt d'étudier le comportement local d'une suite. Ainsi le seul cas de figure envisageable est le cas de la limite d'une suite en {\displaystyle +\infty }, et l'on parlera donc de « limite d'une suite » sans préciser qu'il s'agit d'une limite en {\displaystyle +\infty \,\!}. On pourra même noter {\displaystyle \lim(u_{n})} au lieu de {\displaystyle \lim _{n\to +\infty }u_{n}.}

### Définition, convergence, divergence
La définition d'une suite découle assez naturellement de la restriction à une fonction définie sur {\displaystyle \mathbb {N} \,\!} de la définition de la limite en {\displaystyle +\infty \,\!} d'une fonction quelconque.
- Cas d'une limite finie {\displaystyle l\,\!} : pour tout « écart de tolérance » {\displaystyle \varepsilon >0\,\!} il existe un « rang de confiance » {\displaystyle N_{0}\in \mathbb {N} \,\!} tel que, pour {\displaystyle n\,\!} à partir du rang {\displaystyle N_{0}\,\!}, la valeur {\displaystyle u_{n}\,\!} est proche de {\displaystyle l\,\!} à {\displaystyle \varepsilon \,\!} près :

{\displaystyle n\geq N_{0}\ \Rightarrow l-\varepsilon \leq u_{n}\leq l+\varepsilon \,\!}
On note alors {\displaystyle \lim(u_{n})=l\,\!}, et on dit que {\displaystyle (u_{n})\,\!} tend (ou plutôt converge) vers {\displaystyle l\,\!}.
Une suite qui admet une limite finie est dite convergente. On a la propriété suivante :
Toute suite convergente est bornée.
- Cas d'une limite infinie : pour tout « seuil de tolérance » {\displaystyle M\,\!} on peut trouver un « rang de confiance » à partir duquel les valeurs de {\displaystyle (u_{n})\,\!} sont supérieures (resp. inférieures) à {\displaystyle M\,\!} :
  - {\displaystyle n\geq N_{0}\ \Rightarrow u_{n}\geq M\,\!} pour {\displaystyle \lim(u_{n})=+\infty \,\!}
  - {\displaystyle n\geq N_{0}\ \Rightarrow u_{n}\leq M\,\!} pour {\displaystyle \lim(u_{n})=-\infty \,\!}

On dit alors que {\displaystyle (u_{n})\,\!} tend (ou plutôt diverge) vers {\displaystyle +\infty \,\!} (resp. vers {\displaystyle -\infty \,\!}).
NB : on parle de suite convergente seulement lorsqu'une suite admet une limite finie, et de suite divergente dans tous les autres cas, c'est-à-dire pour les suites divergeant vers {\displaystyle \pm \infty \,\!} ou pour les suites n'ayant pas de limite.
Exemples :
{\displaystyle u_{n}=1/n} tend vers 0
{\displaystyle u_{n}=n} tend vers {\displaystyle +\infty }
{\displaystyle u_{n}=(-1)^{n}} prend alternativement les valeurs 1 et -1 et n'a aucune limite.

### Théorèmesassurant la convergence
Théorème 1 : toute suite majorée croissante est convergente.
Théorème 2 : toute suite minorée décroissante est convergente.

### Suites extraites
On appelle suite extraite de la suite {\displaystyle (u_{n})\,\!} une suite qu'on construit en énumérant les termes de {\displaystyle (u_{n})\,\!} sauf certains qu'on laisse de côté ; ainsi on ne garde qu'une partie de l'information. L'exemple le plus classique est celui des suites {\displaystyle (u_{2n})\,\!} qui est formée par les termes de rang pair, et {\displaystyle (u_{2n+1})\,\!} qui est formée par les termes de rang impair.
Plus généralement, on appelle « extraction » toute application
{\displaystyle \phi \ :\ \mathbb {N} \rightarrow \mathbb {N} \,\!} strictement croissante. Alors une suite extraite est une suite de la forme {\displaystyle (u_{\phi (n)})\,\!}.
Une propriété importante est que si une suite {\displaystyle (u_{n})\,\!} admet une limite (finie ou infinie) alors toute suite extraite {\displaystyle (u_{\phi (n)})\,\!} admet la même limite.
NB : la réciproque est en général fausse, ainsi qu'on peut le constater en prenant la suite {\displaystyle (u_{n})=(-1)^{n}\,\!} ; alors {\displaystyle (u_{2n})\,\!} est la suite constante égale à {\displaystyle 1\,\!} et donc elle converge vers {\displaystyle 1\,\!}, ce qui n'est pas le cas de la suite {\displaystyle (u_{n})\,\!} qui est divergente.
On peut par contre affirmer : Si les suites {\displaystyle (u_{2n})\,\!} et {\displaystyle (u_{2n+1})\,\!} admettent la même limite, alors la suite {\displaystyle (u_{n})\,\!} admet elle aussi cette limite commune. On peut donc ramener l'étude de la convergence d'une suite à celle des suites de rangs pair et impair qui peuvent s'avérer plus simples.